# Hutyn Tomnatyk
Hutyn Tomnatyk (ukrajinsky Гутин Томнатик, 2016 m n. m.) je hora v pohoří Čornohora v Zakarpatské oblasti v jihozápadní části Ukrajiny. Nachází se na konci krátké rozsochy, která vybíhá jihozápadním směrem z hlavního hřebene mezi vrcholy Rebra (2001 m) a Brebeneskul (2035 m). Na východní straně hory se nachází kotel s nejvýše položeným ukrajinským jezerem Brebeneskul. Jižní svahy hory spadají do údolí potoka Brebeneskul, který ze stejnojmenného jezera vytéká.

## Přístup
- na vrchol vede odbočka z hřebenové trasy